# Tetraodon mbu
A Tetraodon mbu a csontos halak (Osteichthyes) főosztályának a sugarasúszójú halak (Actinopterygii) osztályába, ezen belül a gömbhalalakúak (Tetraodontiformes) rendjébe és a gömbhalfélék (Tetraodontidae) családjába tartozó faj.

## Előfordulása
A Tetraodon mbu széles körben elterjedt a Tanganyika-tóban és a Kongó-medencében. Egyike az édesvízi gömbhalaknak.

## Megjelenése
Ez a gömbhalféle legfeljebb 67 centiméter hosszú. Feje és háti része zöldes fehér, hálózatos mintázattal. Hasi része sárgás. Úszói és farokúszója sárgák.

## Életmódja
Trópusi és édesvízi hal, amely a brakkvizet is kedveli. A 24-26 Celsius-fok közötti vízhőmérsékletet részesíti előnyben. A fenék közelében él. Tavakban, folyamokban és azok torkolatvidékén lelhető fel.

## Felhasználása
Ennek a halfajnak alig van gazdasági értéke. Mivel mérgező, emberi fogyasztásra nem alkalmas. Csak az akváriumok számára fognak be belőle.

## Képek

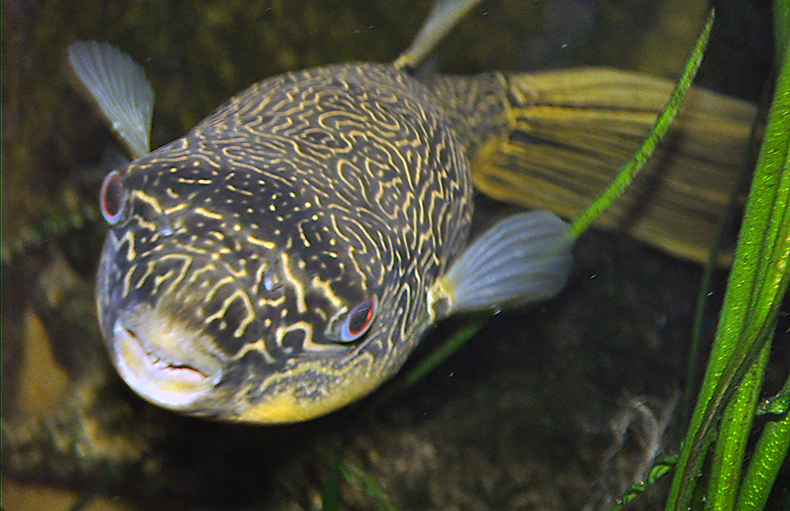
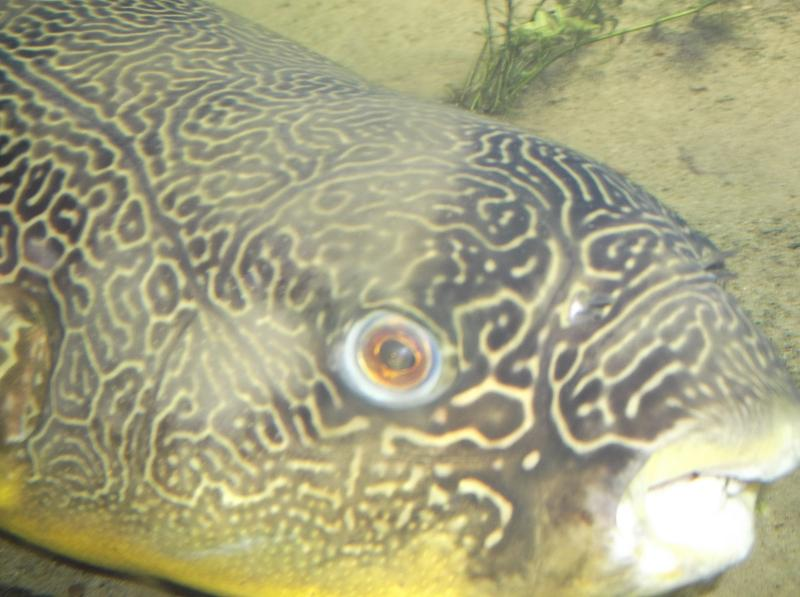
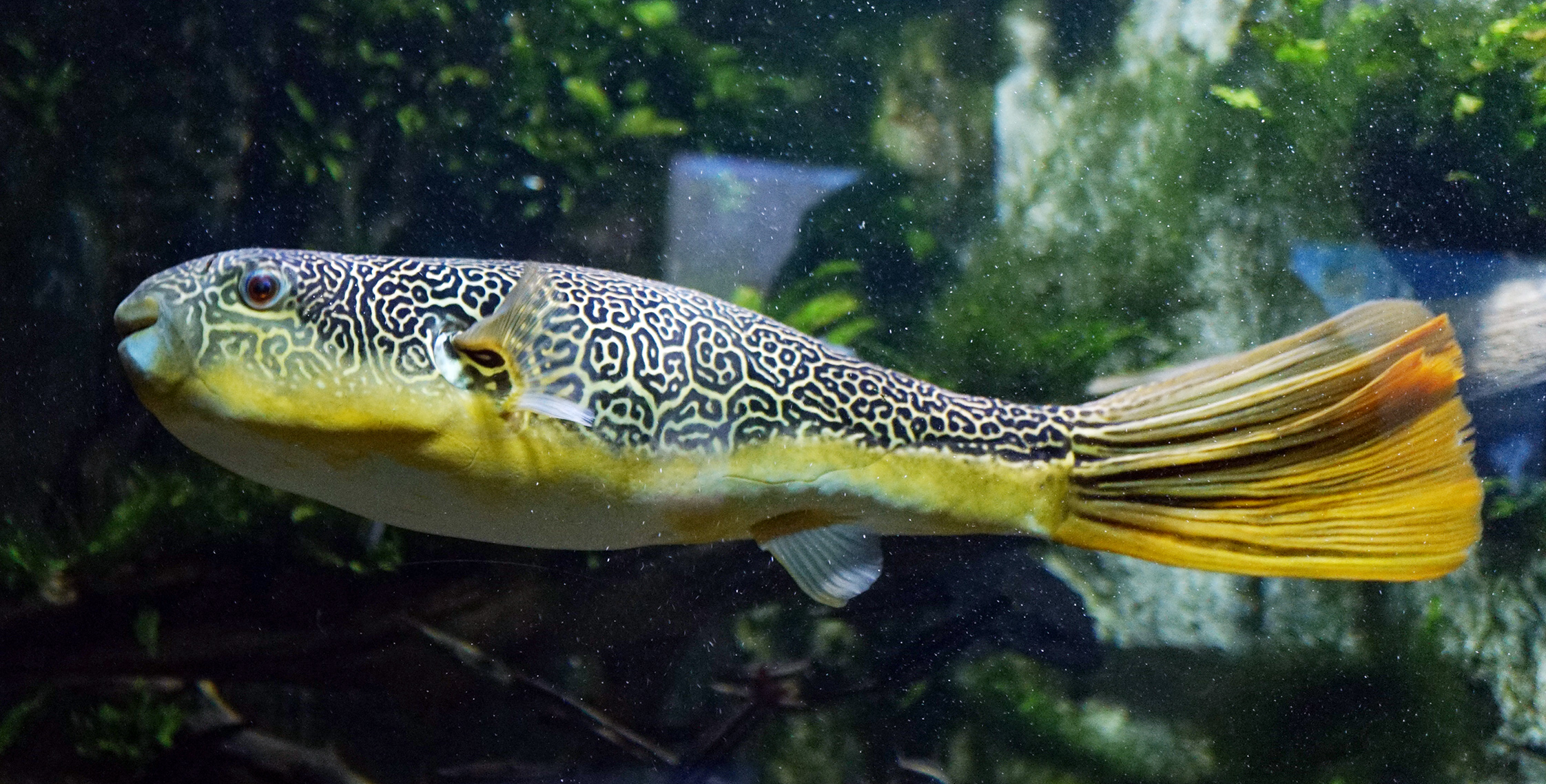
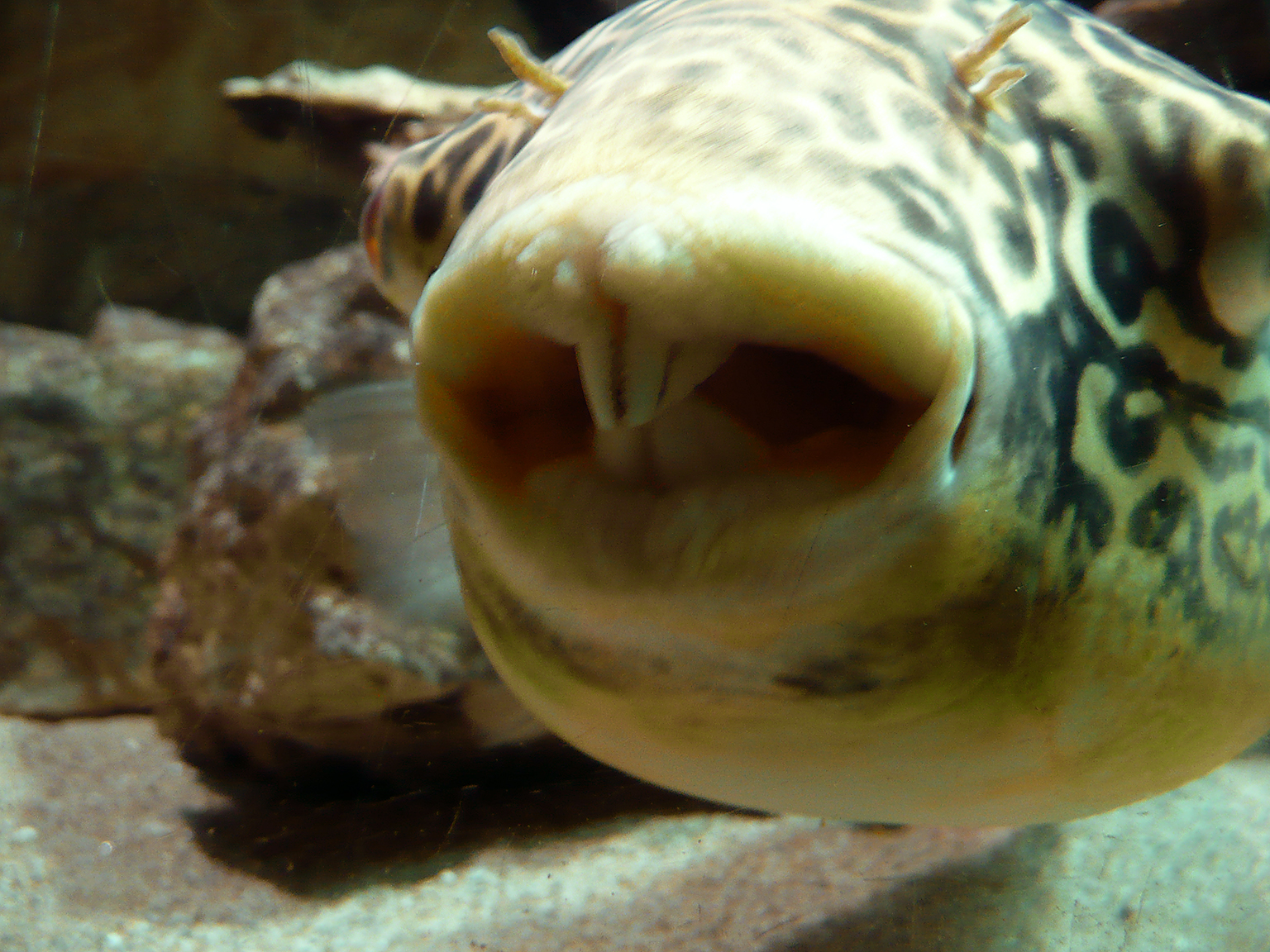
a fogai